# Halo (Texas)
Halo is een nummer van de Schotse band Texas uit 1997. Het is de tweede single van hun vierde studioalbum White on Blonde.
"Halo" gaat over een vrouw die haar geliefde op een voetstuk te zet en alles te aanbidt wat hij zegt of doet. De tekst gaat over dat je zo veel van die speciale persoon houdt dat je hem of haar bijna een soort status geeft en geen fouten ziet in wat hij of zij ook doet. Het nummer werd een hit in het Verenigd Koninkrijk, waar het de 10e positie behaalde. In Nederland deed de plaat niets in de hitlijsten, terwijl het in Vlaanderen de 4e positie in de Tipparade bereikte.

## Tracklijst
- CD1

1. "Halo" – 4:10
2. "Asking for Favours" – 3:49
3. "Coming Down" – 3:50
4. "Halo" (orchestrale versie) – 4:25

- CD2

1. "Halo" – 4:10
2. "Halo" (Rae & Christian mix) – 6:20
3. "Halo" (Rae & Christian dub) – 5:39
4. "Halo" (808 mix) – 5:25
5. "Halo" (808 dub) – 5:52